# Justin Lin

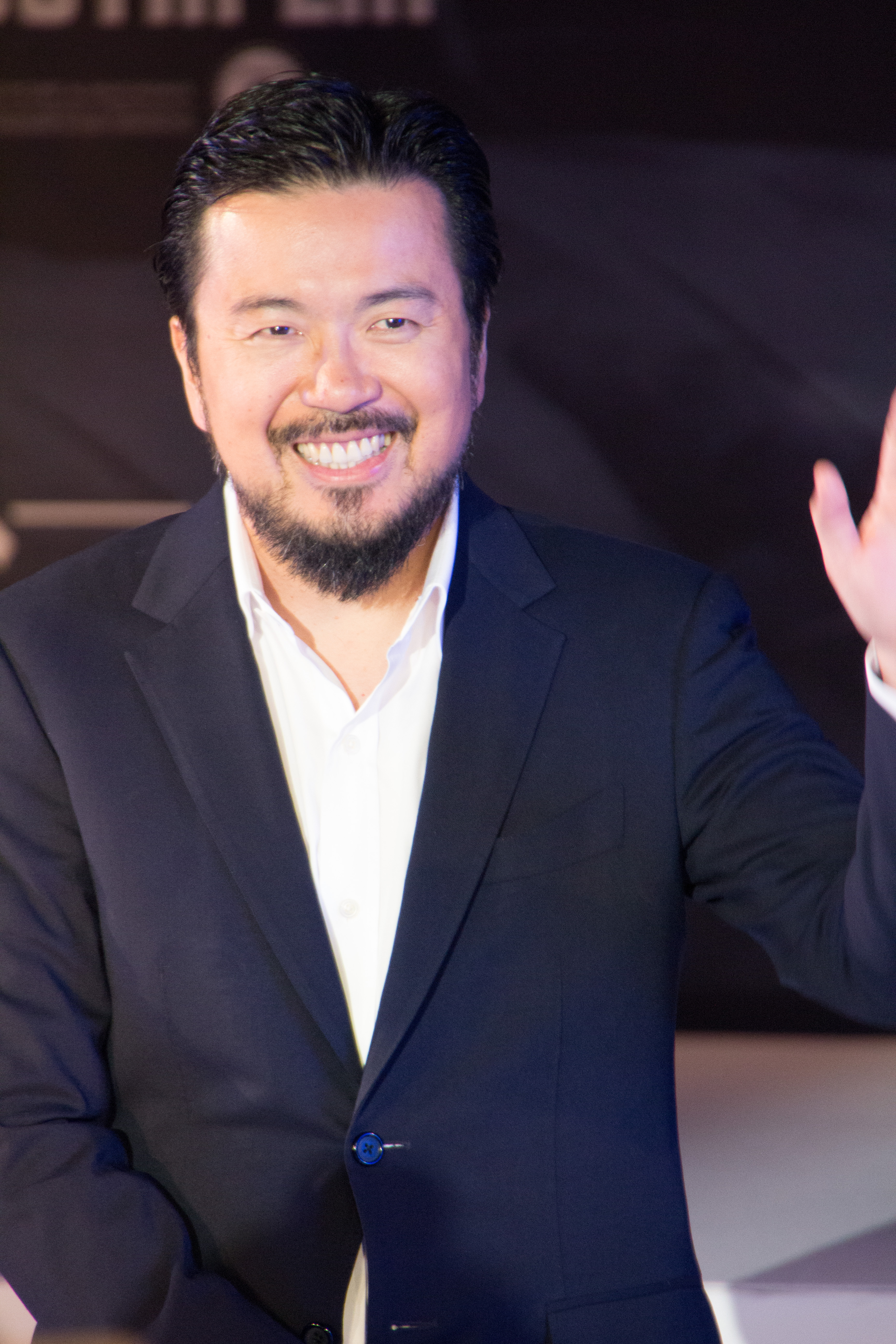
Justin Lin (2016)

Justin Lin (chinesisch 林詣彬 / 林诣彬, Pinyin Lín Yìbīn; * 11. Oktober 1973 in Taipeh, Taiwan) ist ein US-amerikanischer Filmregisseur, Drehbuchautor und Filmproduzent.

## Leben und Wirken
Geboren in Taiwan, wuchs Lin im Orange County im US-Bundesstaat Kalifornien auf. Er studierte an der UCLA School of Theater, Film and Television der University of California, Los Angeles.
1997 gab er mit dem Film Shopping for Fangs sein Debüt als Regisseur. 2002 inszenierte er mit Better Luck Tomorrow seinen zweiten Spielfilm. Für diese Produktion wurde Lin auf dem Sundance Film Festival für den Grand Jury Prize nominiert. Der Film Better Luck Tomorrow war auch eine Hommage an Wayne Wangs Werk Chan Is Missing (1982). Zudem erhielt er 2004 bei den Independent Spirit Awards eine Nominierung für den John Cassavetes Award.
Im Jahr 2006 drehte er das prominent besetzte Drama Annapolis – Kampf um Anerkennung. Der Schauspieler James Franco übernahm die Hauptrolle. Im gleichen Jahr inszenierte Lin mit The Fast and the Furious: Tokyo Drift den dritten Teil der Fast-&-Furious-Filmreihe. Aufgrund des großen finanziellen Erfolgs wurden bislang fünf weitere Filme der Reihe gedreht. Bei den ersten drei übernahm Lin erneut die Regie: 2009 folgte Fast & Furious – Neues Modell. Originalteile., 2011 wurde Fast & Furious Five veröffentlicht, zwei Jahre später folgte Fast & Furious 6. Im April 2011 war Lin als Regisseur von Terminator: Genisys  im Gespräch; der Film wurde dann von Alan Taylor inszeniert. Ende 2014 wurde bekannt, dass Lin bei Star Trek Beyond Regie führen wird. Die Dreharbeiten begannen im Juni 2015. Im Juli 2016 kam der Film in die Kinos.
Lin dreht nicht nur Action-Filme. So führte er 2007 Regie bei der Komödie Finishing the Game: The Search for a New Bruce Lee. Zudem führte er 2009 bis 2010 auch Regie bei mehreren Episoden der Comedy-Fernsehserie Community. Ebenfalls soll Lin für das Comeback der Fernsehserie Knight Rider verantwortlich sein, die 2017 online zu sehen sein soll.
Mit Fast & Furious 9 kehrte Lin 2021 zum Fast-&-Furious-Franchise zurück. An Fast & Furious 10, der 2023 veröffentlicht wurde, war er als Drehbuchautor beteiligt.

## Filmografie (Auswahl)

### Regie
- 1997: Shopping for Fangs
- 2002: Better Luck Tomorrow
- 2006: Annapolis – Kampf um Anerkennung (Annapolis)
- 2006: The Fast and the Furious: Tokyo Drift
- 2007: Finishing the Game: The Search for a New Bruce Lee
- 2009: Fast & Furious – Neues Modell. Originalteile. (Fast & Furious)
- 2009–2013: Community (Fernsehserie, drei Folgen)
- 2011: Fast & Furious Five (Fast Five)
- 2013: Fast & Furious 6
- 2014: Scorpion (Fernsehserie, Folge 1x01)
- 2015: True Detective (Fernsehserie, zwei Folgen)
- 2016: Star Trek Beyond
- 2017: S.W.A.T. (Fernsehserie, Folge 1x01)
- 2018: Magnum P.I. (Fernsehserie, Folge 1x01)
- 2021: Fast & Furious 9 (F9)
- 2025: Last Days

### Drehbuch
- 1997: Shopping for Fangs
- 2002: Better Luck Tomorrow
- 2015: Hollywood Adventures
- 2021: Fast & Furious 9 (F9)
- 2023: Fast & Furious 10 (Fast X)

### Produzent
- 2002: Better Luck Tomorrow
- 2007: Finishing the Game: The Search for a New Bruce Lee
- 2015: Hollywood Adventures
- 2016: Star Trek Beyond
- 2021: Fast & Furious 9 (F9)
- 2025: Last Days

#### Executive Producer
- 2011: Fast & Furious Five (Fast Five)
- 2013: Fast & Furious 6
- 2014–2018: Scorpion (Fernsehserie, 82 Folgen)
- seit 2017: S.W.A.T. (Fernsehserie)
- seit 2018: Magnum P.I. (Fernsehserie)
- seit 2019: Warrior (Fernsehserie)